# 92歳のパリジェンヌ
『92歳のパリジェンヌ』（きゅうじゅうにさいのパリジェンヌ、La Dernière Leçon）は2015年のフランスのドラマ映画。
パスカル・プザドゥー監督の長編4作目の作品で、出演はサンドリーヌ・ボネールとマルト・ヴィラロンガなど。
リオネル・ジョスパン元フランス首相の母ミレイユの尊厳死を、娘で作家のノエル・シャトレが描いた小説『最期の教え』を原案としている。

## ストーリー
元助産師の女性マドレーヌは92歳の誕生日を祝う席で「2ヶ月後の10月17日に逝く」と尊厳死を決めたことを告げる。
家族は動揺し、思いとどまるよう説得するが、マドレーヌの決意は固い。
しかし、一人暮らしの部屋で倒れ、入院したマドレーヌの姿を見た娘ディアーヌは、マドレーヌの思いを受け入れ、最期の日々を共に過ごそうと決意する。
一方、ディアーヌの兄ピエールは、これまで散々好き勝手に生きてきた母が死までも自分で勝手に決めたことが許せず、猛烈に反対する。

## キャスト
- マドレーヌ: マルト・ヴィラロンガ（フランス語版） - 92歳の元助産師。
- ディアーヌ: サンドリーヌ・ボネール - マドレーヌの娘。
- ピエール: アントワーヌ・デュレリ（フランス語版） - マドレーヌの息子。ディアーヌの兄。
- クロヴィス: ジル・コーエン（フランス語版） - ディアーヌの夫。
- マックス: グレゴワール・モンタナ: ディアーヌとクロヴィスの息子。サーファー。
- ヴィクトリア: ザビーネ・パコラ - マドレーヌの家政婦。

## 作品の評価
アロシネによれば、フランスの13のメディアによる評価の平均点は5点満点中3.2点である。